# Europäer des Jahres
Verschiedene Institutionen und Unternehmen küren «ihre» Europäer des Jahres.

## Die Preisträger von Reader’s Digest
Seit 1996 wählen die Chefredakteure der europäischen Ausgaben von Reader’s Digest Persönlichkeiten, die am besten die Traditionen und Werte Europas verkörpern, zum Europäer des Jahres.
- 1996: Pater Imre Kozma, Vorsitzender des ungarischen Malteser Caritas-Dienstes.
- 1997: Frederic Hauge, norwegischer Begründer der Umweltschutz-Gruppe Bellona.
- 1998: Der britische Solo-Skipper Pete Goss, der während eines Wettkampfs seinen französischen Freund Raphael Dinelli aus Seenot rettete.
- 1999: Die Dänin Inge Genefke, Vorkämpferin auf dem Gebiet der Behandlung und Rehabilitation von Folteropfern.
- 2000: Der Niederländer Paul van Buitenen, der schwerwiegendes Missmanagement innerhalb der Europäischen Kommission aufdeckte.
- 2001: Der gebürtige Finne Linus Benedict Torvalds, Erfinder des Linux-Betriebssystems.
- 2002: Eva Joly, ehemals Untersuchungsrichterin in Frankreich (u. a. Fall Tapie, Korruptionsskandal um Elf Aquitaine).
- 2003: Šimon Pánek, Gründer der tschechischen Hilfsorganisation People in Need.
- 2004: Peter Eigen aus Deutschland, Gründer und Vorsitzender von Transparency International.
- 2005: Der russische Arzt Leonid Roschal, der beim Geiseldrama von Beslan als Mittelsmann zwischen Terroristen und Rettungsorganisationen eingeschaltet worden ist.
- 2006: Die Niederländerin Ayaan Hirsi Ali, die sich gegen religiöse Fanatiker und für die Rechte muslimischer Frauen einsetzt.
- 2007: Der Schweizer Infektiologie-Professor Ruedi Lüthy für seinen unermüdlichen Einsatz für AIDS-Kranke, u. a. in Simbabwe.
- 2008: Maria Nowak aus Frankreich, die Notleidenden weltweit mit Kleinstkrediten zu einer menschenwürdigen Existenz verhilft.
- 2009: Der deutsche Extremsportler Joachim Franz für seinen jahrelangen, weltweiten Einsatz gegen die Immunschwächekrankheit Aids.
- 2010: Iana Matei für ihr Engagement gegen Zwangsprostitution und Menschenhandel in ihrer Heimat Rumänien.
- 2011: Die Ärztin Monika Hauser für ihren weltweiten Einsatz für Opfer sexueller Gewalt in Kriegsgebieten.[1]
- 2012: Isabel Jonet aus Portugal
- 2013: Agnieszka Romaszewska aus Polen
- 2014: Der Schweizer Unternehmer und Politiker Thomas Minder für seinen Kampf gegen „Abzocker“ in den Vorstandsetagen.[2]
- 2015: Felix Finkbeiner (* 1997), Gründer der internationalen Kinder- und Jugendinitiative Plant-for-the-Planet für seinen Einsatz für Klimagerechtigkeit.[3]
- 2016: Laura Codruța Kövesi, Leiterin der Nationalen Direktion für Korruptionsbekämpfung in Rumänien
- 2017: Boyan Slat, Gründer von The Ocean Cleanup
- 2018: Edit Schlaffer, Gründerin und Vorsitzende von Frauen ohne Grenzen (Women without Borders)
- 2019: Óscar Camps, Seenotretter und Gründer von Proactiva Open Arms
- 2020: Selina Juul, Gründerin und Leiterin von Stop Spild Af Mad (Stoppt die Lebensmittelverschwendung)

## Die Preisträger der European Voice
European Voice (bis April 2015, seither Politico in Europe) ist eine Brüsseler Wochenzeitung. Dem Nominierungskomitee dieser „Europäer des Jahres“-Wahl gehören u. a. die Chefredakteure von The Economist und European Voice an. Die Wahl ist öffentlich und wird über Internet durchgeführt.
- 2001: Bono.
- 2002: Marco Cappato, italienischer Abgeordneter im Europäischen Parlament.
- 2003: Der maltesische Ministerpräsident Edward Fenech Adami.
- 2004: Der türkische Ministerpräsident Recep Tayyip Erdoğan.
- 2005: Der luxemburgische Premierminister Jean-Claude Juncker.
- 2006: Der Portugiese José Manuel Barroso, seit 2004 Präsident der Europäischen Kommission.
- 2007: Der litauische Präsident Valdas Adamkus.
- 2008: Die bulgarische EU-Kommissarin für Verbraucherschutz, Meglena Kunewa.
- 2009: nicht verliehen[4]
- 2010: Die bulgarische EU-Kommissarin für humanitäre Hilfe und Krisenschutz, Kristalina Georgiewa.

## Die Trombinoscope-Preisträger
Der französische Trombinoscope kürt auch einen „Européen de l’année“. Bisherige Preisträger:
- 2003: Der französische EU-Kommissar Pascal Lamy
- 2004: Der polnische Historiker und Politiker Bronisław Geremek
- 2005: Der luxemburgische Premierminister Jean-Claude Juncker
- 2006: Der italienische Außenminister Massimo D’Alema
- 2007: Die deutsche Bundeskanzlerin Angela Merkel
- 2008: Der französische Staatspräsident Nicolas Sarkozy
- 2009: Der Belgier Herman Van Rompuy, erster Präsident des Europäischen Rates
- 2010: Der Franzose Jean-Claude Trichet, Präsident der Europäischen Zentralbank
- 2011: Der italienische Ministerpräsident Mario Monti
- 2012: Mario Draghi
- 2013: Michel Barnier
- 2014: Matteo Renzi
- 2015: Alexis Tsipras
- 2016: Federica Mogherini[5]